# 笨蝗
笨蝗是直翅目癞蝗科笨蝗属的一个种，分布于东北亚以及浙江及华北地区。若虫、成虫栖息于农林绿地。它以豆类、瓜类、薯类、禾本科作物、棉花、多种蔬菜及各类农林木幼苗為食，對人類來說屬於害蟲。